# Державні символи Росії
Згідно з Конституцією Росії, державними символами Росії є 
- Державний Прапор Росії
- Державний Герб Росії
- Державний Гімн Росії

## Державний Прапор Росії

Прапор Російської Федерації з 1993 року

Під час «Серпневого путчу» біло-синьо-червоний триколор широко використовувався силами, що протистоять ГКЧП. Постановою Верховної Ради РРФСР від 22 серпня 1991, біло-синьо-червоний прапор історичний Росії був визнаний офіційним національним прапором РРФСР. Пізніше, 1 листопада 1991 р., він був законодавчо прийнятий як державний прапор РРФСР:
Державний прапор РРФСР являє собою прямокутне полотнище з рівновеликими горизонтальними смугами: верхня смуга білого кольору, середня — блакитного кольору і нижня — червоного кольору. Відношення ширини прапора до його довжини — 1:2
 — Ст. 181 Конституції (Основного Закону) РРФСР 1978 року (у редакції від 1 листопада 1991 року)

## Державний Герб Росії

Герб Росії

Державний Герб Росії являє собою зображення золотого двоглавого орла, розміщеного на червоному геральдичному щиті французького зразка; над орлом — три історичні корони Петра I (над головами — дві малі і над ними — одна більшого розміру); у лапах орла — скіпетр та держава; на грудях орла — герб Москви (на червоному щиті святий Георгій, що уражає списом дракона). Затверджений 20 грудня 2000 року.
Три корони уособлюють імператорську владу, так само як і скіпетр із державою. Дві голови уособлюють світську та церковну владу.
Двоглавий орел був прийнятий як державний герб у 1472 році після одруження великого князя Івана III з Софією Палеолог, племінницею останнього візантійського імператора Костянтина XI, як символ передачі спадщини Візантії Російській державі (двоглавий орел був символом Палеологів — імператорської династії Візантії). Упродовж XV–XX століть двоглавий орел залишався державним гербом Росії, зазнаючи при цьому численних трансформацій зовнішнього виду. У радянський період був замінений радянською символікою. 30 листопада 1993 року президентським декретом двоглавий орел був відновлений як державний герб Росії. 20 грудня 2000 року двоглавий орел у сучасному вигляді був затверджений законом.

## Державний Гімн Росії
Автор музики — Олександр Александров, автор слів — Ель-Регістан (Габріель Уреклян) та Сергій Михалков. В основу сучасного гімну Росії покладена мелодія гімну Радянського Союзу. У грудні 2000 року була затверджена законом музика О. Александрова, 7 травня 2001 року були затверджені слова С. Міхалкова й Ель-Регістана.
Россия — священная наша держава,
Россия — любимая наша страна.
Могучая воля, великая слава —
Твоё достоянье на все времена!
Славься, Отечество наше свободное,
Братских народов союз вековой,
Предками данная мудрость народная!
Славься, страна! Мы гордимся тобой!